# Teotônio Araújo
Teotônio Ferreira de Araújo Filho (Campos dos Goytacazes, 1918 — Rio de Janeiro, 1978) foi um advogado, administrador público e político brasileiro.
Bacharelou-se pela Faculdade de Ciências Jurídicas e Sociais de Niterói em 1939 e, em 1947 elegeu-se deputado à Assembleia Constituinte do estado do Rio de Janeiro, pela União Democrática Nacional (UDN). Foi ainda reeleito em 1950 pela "União Democrática Fluminense", formada pela UDN e o Partido Democrata Cristão (PDC) e tornou a obter um mandato pelo PDC nas eleições em 1954, 1958 e 1962.
Após a cassação do governador Badger da Silveira, foi eleito vice-governador na chapa de Paulo Torres, vindo a assumir o governo do estado em 12 de agosto de 1966, quando Torres deixou o cargo para candidatar-se a uma vaga no Senado Federal.
Retratado no romance O coronel e o lobisomem, de José Cândido de Carvalho, ficou conhecido por receber a população no Palácio do Ingá, então sede do governo fluminense durante sua gestão, que terminou em 31 de janeiro de 1967.
Foi uma vez mais vice-governador, em chapa com Raymundo Padilha, além de secretário estadual de Agricultura, e do Interior e Justiça. Presidiu a Aliança Renovadora Nacional (Arena) fluminense e faleceu na cidade do Rio de Janeiro, em 1978.